# 10073 Peterhiscocks
10073 Peterhiscocks eller 1989 GJ2 är en asteroid i huvudbältet som upptäcktes den 3 april 1989 av den belgiske astronomen Eric W. Elst vid La Silla-observatoriet. Den är uppkallad efter amatörastronomen Peter Hiscocks.
Asteroiden har en diameter på ungefär 5 kilometer.